# Pequeño dodecaedro estrellado
En geometría, el pequeño dodecaedro estrellado es un poliedro de Kepler-Poinsot, designado con este nombre por Arthur Cayley, y con símbolo de Schläfli {5/2,5}. Es uno de cuatro poliedros regulares no convexos. Está compuesto de 12 caras pentagrámicas, con cinco pentagramas coincidiendo en cada vértice.  
Comparte la misma disposición de vértices que el icosaedro regular convexo. También comparte la misma disposición de bordes que el gran icosaedro.
Se considera como la primera de las tres estelaciones del dodecaedro.
Si las caras pentagrámicas se consideran como conjuntos de 5 triángulos, entonces comparte la misma topología de superficie con el pentaquisdodecaedro, pero con las caras en forma de triángulo isósceles más altas, con la altura de las pirámides pentagonales ajustada de modo que los cinco triángulos de cada pentagrama se hacen coplanares.
(Véase: Sólido de Kepler-Poinsot)

## Imágenes
| Modelo transparente | Modelos hechos a mano | Modelos hechos a mano |
| --- | --- | --- |
| (Animación) | | |
| Teselado Esférico | Estelación | Desarrollo del poliedro |
| Este poliedro representa un teselado esférico con una densidad de 3. (Cara en forma de pentagrama, perfilada en azul, y rellenada en amarillo) | También puede ser construido como la primera de las tres estelaciones del dodecaedro, y referenciado como el modelo de Wenninger [W20]. | × 12 (Desarrollo: El pequeño dodecaedro estrellado puede ser construido mediante 12 pirámides isósceles de base pentagonal, con los pentágonos formando un dodecaedro regular. Con un material opaco, se observa la porción exterior de las caras pentagrámicas. |

## Forma conjugada

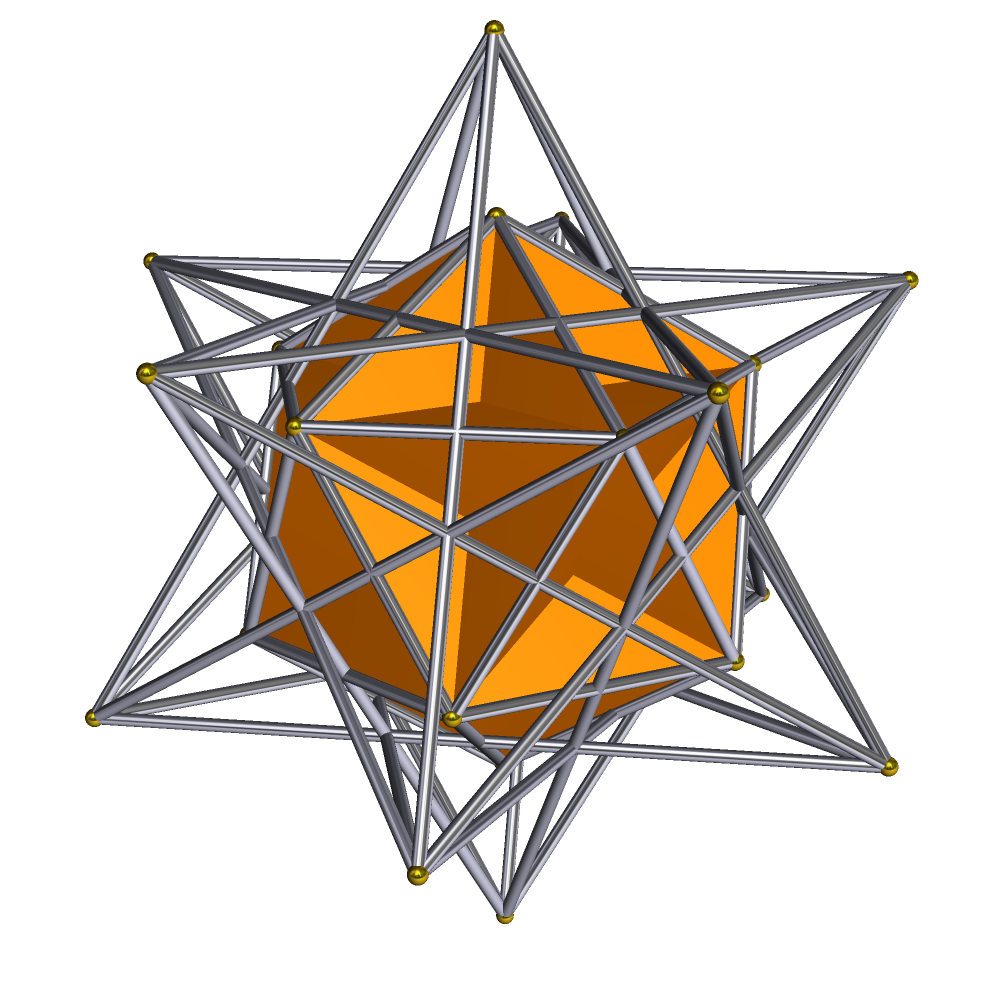
Compuesto de pequeño dodecaedro estrellado y de gran dodecaedro

La figura muestra el Compuesto de pequeño dodecaedro estrellado y de gran dodecaedro, un poliedro compuesto donde el gran dodecaedro está situado en el interior de su poliedro dual, el pequeño dodecaedro estrellado.

## En arte

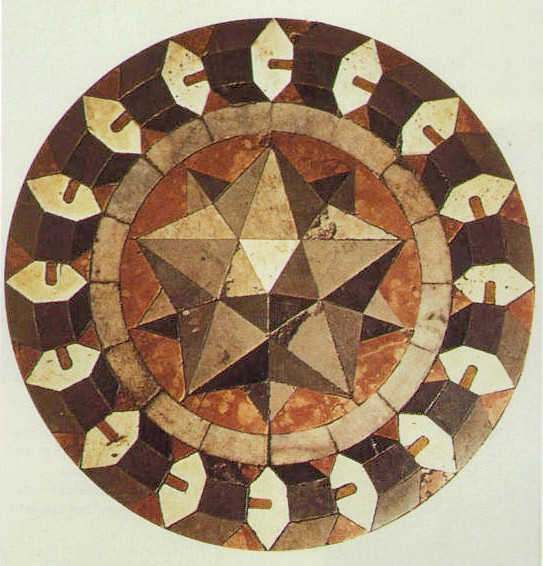
Mosaico de Paolo Uccello, 1430

- Puede verse en un mosaico en el suelo de la Basílica de San Marcos de Venecia, por Paolo Uccello (hacia 1430).
- Aparece en el centro de dos litografías de M. C. Escher: Contraste (Orden y Caos) (1950) y Gravitación (1952).

## Poliedros relacionados
Su contorno convexo es el icosaedro convexo regular. También comparte sus bordes con el gran icosaedro.
Este poliedro resulta del truncamiento del gran dodecaedro:
El truncado del pequeño dodecaedro estrellado parece un dodecaedro en su superficie, pero tiene 24 caras: 12 pentágonos a partir de cada uno de los vértices truncados y otras 12 superpuestas (como pentagramas truncados).
| Nombre                     | Pequeño dodecaedro estrellado | Dodecaedro | Dodecadodecaedro | Gran dodecaedro truncado | Gran dodecaedro |
| -------------------------- | ----------------------------- | ---------- | ---------------- | ------------------------ | --------------- |
| Diagrama de Coxeter-Dynkin |                               |            |                  |                          |                 |
| Imagen                     |                               |            |                  |                          |                 |